# کاوالرماجیوره
کاوالرماجیوره (به ایتالیایی: Cavallermaggiore) یک کومونه در ایتالیا است که در استان کونیو واقع شده‌است.

## خصوصیات
کاوالرماجیوره ۵۱٫۶ کیلومترمربع مساحت و ۵٬۵۰۱ نفر جمعیت دارد و ۲۸۵ متر بالاتر از سطح دریا واقع شده‌است.